# ناصر طالب‌زاده
نوآ مَک‌کِی (انگلیسی: Noah Mckay)، زاده‌شده با نام ناصر طالب‌زاده اردوبادی (۱۳۳۵ – ۲۶ بهمن ۱۳۸۷) که به نام ناس اردوبادی نیز شناخته می‌شد، یک پزشک و استاد دانشگاه ایرانی-آمریکایی بود. وی در سال ۲۰۰۰ به اتهام کلاهبرداری پزشکی به ۳۵ ماه زندان محکوم شد. مک‌کی در ۲۶ بهمن ۱۳۸۷ درگذشت.

## زندگی شخصی
طالب زاده در سال ۱۹۵۶ میلادی در تهران به دنیا آمد. پدر او سرتیپ منصور طالب زاده اردوبادی از افسران رده بالا در ارتش شاهنشاهی بوده‌است که بنا به ادعاهایی که از سوی خانواده طالب زاده رد شده‌است در کودتای ۲۸ مرداد نقش مهمی داشته‌است. او برادر نادر طالب زاده بوده‌است. وی پس از مهاجرت به آمریکا در سال ۱۹۷۴ میلادی در دانشگاه تافتز در ایالت ماساچوست مشغول به تحصیل در رشته پزشکی شد؛ و دکترای خود را در سال ۱۹۸۳ از کالج پزشکی آلبرت انیشتین نیویورک اخذ کرد.
از او دو فرزند به نامهای زکریا و زاریا به جای مانده است.
او نویسنده کتاب سلامتی در سرعت نور (Wellness at Warp Speed: Your Health, Your Destiny, Your Choice) است.

## دستگیری و زندان
در سال ۱۹۹۷ اف بی‌آی چهار کلینیک متعلق به ناصر طالب زاده را در کینگز کانتی واشینگتن به صورت نامحسوس تحت نظر گرفت. مأموران اف بی‌آی به عنوان بیمار وارد این کلینیکها شده و سپس با ضبط صحبتها و تماسها اقدام به تشکیل پرونده بر علیه طالب زاده به دلیل تخلف اقتصادی نمودند. در سال ۲۰۰۰ بعد از یک دادگاه طولانی که در آن ۶۰ نفر از کارکنان کلینیکها مورد بازجویی قرار گرفتند ناصر طالب زاده به ۳۵ ماه زندان محکوم شد. در دوران زندان طالب زاده چندبار به وکلای خود گفته بود که جان او در خطر است و باید نام خود را تغییر دهد. بعد از آزادی از زندان طالب زاده نام خود را به نوآ مک کی به صورت قانونی تغییر داد.

## مرگ
رسانه‌ها مدعی پرونده سازی علیه وی از سوی موساد و سیا به دلیل نزدیک شدن او به مرحله ساخت پادزهر سلاح‌های میکروبی آن دو کشور می‌دانند.
در واکنش به انتشار این اخبار، برادر او، نادر طالب‌زاده اظهار داشت: «برادرش به مرگ طبیعی از دنیا رفته‌است.» وی با رد هرگونه ارتباط بین مرگ این پزشک ایرانی با حرفه او خاطرنشان کرد: «ناصر طالب زاده صرفاً یک پزشک بسیار خوب و منتقد نظام پزشکی آمریکا بود و ارتباطی با سلاح‌های میکروبی نداشت.»